# Магерка
Маге́рка — низька шапка, з околишем ширшим або вужчим з хутра і з верхом з шовку, сукна або оксамиту. Околиці такої шапки могли бути з овчини або хутра лисиці, видри, куниці. Такі шапки носили реєстрові козаки. Околиш в козацьких шапках був шириною 6-7 см, а верх був опуклий з сукна з нашитими по ньому поздовжніми галунами, які сходились наверху у центрі і завершувались коштовним ґудзиком. Такі шапки носили полковники.
Магерками називали також шапки, які носили на Поліссі, Підляшші. Такі шапки мали округлий околиш і квадратний вверх та були подібними до польських конфедераток. На Поліссі магерки носили сірі або білі, повстяні або суконні, які мали зрізаний конічний або півсфероїдальний верх.